# Liste der Baudenkmale in Neu Tramm
In der Liste der Baudenkmale in Neu Tramm sind die Baudenkmale des niedersächsischen Ortes Neu Tramm aufgelistet. Dies ist ein Teil der Liste der Baudenkmale in Dannenberg (Elbe). Der Stand der Liste ist der 31. Oktober 2021.
Die Quelle der IDs und der Beschreibungen ist der Denkmalatlas Niedersachsen.

## Allgemein
In den Spalten befinden sich folgende Informationen:
- Lage: die Adresse des Baudenkmales und die geographischen Koordinaten. Kartenansicht, um Koordinaten zu setzen. In der Kartenansicht sind Baudenkmale ohne Koordinaten mit einem roten Marker dargestellt und können in der Karte gesetzt werden. Baudenkmale ohne Bild sind mit einem blauen Marker gekennzeichnet, Baudenkmale mit Bild mit einem grünen Marker.
- Bezeichnung: Bezeichnung des Baudenkmales
- Beschreibung: die Beschreibung des Baudenkmales. Unter § 3 Abs. 2 NDSchG werden Einzeldenkmale und unter § 3 Abs. 3 NDSchG Gruppen baulicher Anlagen und deren Bestandteile ausgewiesen.
- ID: die Objekt-ID des Baudenkmales
- Bild: ein Bild des Baudenkmales, ggf. zusätzlich mit einem Link zu weiteren Fotos des Baudenkmals im Medienarchiv Wikimedia Commons. Wenn man auf das Kamerasymbol klickt, können Fotos zu Baudenkmalen aus dieser Liste hochgeladen werden:

## Baudenkmale

### Gruppe baulicher Anlagen
| Lage                       | Bezeichnung              | Beschreibung | ID       | Bild |
| -------------------------- | ------------------------ | --- | -------- | ---- |
| 53° 3′ 41″ N, 11° 3′ 31″ O | Kasernenanlage Neu Tramm | Neu Tramm ist ein umfangreiches, in einem Kiefernwald liegendes Kasernengelände, das aus noch elf erhaltenen Kasernengebäuden der 1930er und 1940er Jahre besteht. Dabei handelt es sich um ehemalige Mannschaftsunterkünfte und Nebengebäude einer 1938/39 neu errichteten Luftmunitionsanstalt. Die Kasernenanlage ist in Form und Dimension einem Rundling nachempfunden, vermutlich, um sie möglichst gut gegen Luftangriffe zu tarnen. | 30829271 | BW   |

### Einzeldenkmale
| Lage                                  | Bezeichnung   | Beschreibung | ID       | Bild |
| ------------------------------------- | ------------- | --- | -------- | ---- |
| Gebäude 1 53° 3′ 39″ N, 11° 3′ 37″ O  | Kaserne (BuK) | Langgestreckter eingeschossiger Massivbau aus Backsteinen unter ausgebautem Satteldach. Errichtet 1940.                             | 30841273 | BW   |
| Gebäude 3 53° 3′ 39″ N, 11° 3′ 33″ O  | Kaserne (BuK) | Langgestreckter eingeschossiger Massivbau aus Backsteinen unter Satteldach; enthält Schulungsräume im Erdgeschoss. 1940.            | 30841313 | BW   |
| Gebäude 4 53° 3′ 41″ N, 11° 3′ 34″ O  | Kaserne (BuK) | Hallenhausartiger Massivbau aus Backsteinen mit großen Anbauten an beiden Traufseiten. Errichtet 1940.                              | 30841293 | BW   |
| Gebäude 5 53° 3′ 44″ N, 11° 3′ 32″ O  | Kaserne (BuK) | In Form und Dimension einem Hallenhaus nachempfundener Massivbau aus Backsteinen mit vorgeblendetem Fachwerkgiebel. Errichtet 1940. | 30841253 | BW   |
| Gebäude 6 53° 3′ 44″ N, 11° 3′ 30″ O  | Kaserne (BuK) | Kleiner Holzbau; einem landwirtschaftlichen Nebengebäude in Form und Dimension nachempfunden. Errichtet 1940.                       | 30841233 | BW   |
| Gebäude 7 53° 3′ 43″ N, 11° 3′ 28″ O  | Kaserne (BuK) | In Form und Dimension einem Hallenhaus nachempfundener Massivbau aus Backsteinen mit vorgeblendetem Fachwerkgiebel. Errichtet 1940. | 30841153 | BW   |
| Gebäude 9 53° 3′ 41″ N, 11° 3′ 27″ O  | Kaserne (BuK) | In Form und Dimension einem Hallenhaus nachempfundener Massivbau aus Backsteinen mit vorgeblendetem Fachwerkgiebel. Errichtet 1940. | 30841213 | BW   |
| Gebäude 10 53° 3′ 40″ N, 11° 3′ 27″ O | Kaserne (BuK) | Kleiner Holzbau; einem landwirtschaftlichen Nebengebäude in Form und Dimension nachempfunden. Errichtet 1940.                       | 30841173 | BW   |
| Gebäude 11 53° 3′ 38″ N, 11° 3′ 26″ O | Kaserne (BuK) | In Form und Dimension einem Hallenhaus nachempfundener Massivbau aus Backsteinen mit vorgeblendetem Fachwerkgiebel. Errichtet 1940. | 30841133 | BW   |
| Gebäude 12 53° 3′ 39″ N, 11° 3′ 30″ O | Kaserne (BuK) | In Form und Dimension einem Hallenhaus nachempfundener Massivbau aus Backsteinen mit vorgeblendetem Fachwerkgiebel. Errichtet 1939. | 30841113 | BW   |
| Gebäude 13 53° 3′ 37″ N, 11° 3′ 32″ O | Kaserne (BuK) | In Form und Dimension einem Hallenhaus nachempfundener Massivbau aus Backsteinen mit vorgeblendetem Fachwerkgiebel. Errichtet 1940. | 30841092 | BW   |